# Plessis-de-Roye
Plessis-de-Roye település Franciaországban, Oise megyében. Lakosainak száma 240 fő (2022. január 1.). Plessis-de-Roye Canny-sur-Matz, Dives, Gury, Lassigny, Mareuil-la-Motte és Thiescourt községekkel határos.

## Népesség
A település népességének változása:
| Lakosok száma | 236  | 234  | 238  | 233  | 232  | 231  | 231  | 234  | 240  |
|               | 2013 | 2015 | 2016 | 2017 | 2018 | 2019 | 2020 | 2021 | 2022 |